# Polder Gein en Gaasp
De Polder Gein en Gaasp of Gein en Gaasperpolder is een polder die nu deel uitmaakt van de wijk Gein, en voor een deel ook van Reigersbos en Nellestein in de woonwijk Gaasperdam in Amsterdam-Zuidoost. In de middeleeuwen maakte het gebied deel uit van de Bijlmerbroek en bevond zich hier een bosrijk gebied, het Reyghersbosch, dat echter geleidelijk door de middeleeuwse veenontginningen verdween.
De polder wordt aan de noordzijde begrensd door de Oost Bijlmerpolder, aan de zuidkant door het Gein, aan de oostkant door de Gaasp en aan de westkant door het Abcoudermeer. In de noordoosthoek van de polder lag aan het Weesperzandpad dat liep van Weesp naar Amsterdam de buurtschap Gaasperdam dat moest wijken voor de stadsuitbreiding van de Zuidoostlob van Amsterdam. In tegenstelling tot het Bijlmermeer is de polder net als de Oost Bijlmerpolder met 1,85 meter niet diep. Van 1967 tot 1979 werd de polder beheerd door het Waterschap Bijlmer.
Tot in de jaren zestig van de 20e eeuw was het een landelijk gebied. In 1966 werd het tot dan toe tot de gemeente Weesperkarspel behorende gebied onderdeel van de gemeente Amsterdam. De bouw van Nellestein begon in 
1977, van Reigersbos in 1980 en van Gein in 1982. Rond 1985 was de bouw grotendeels voltooid. Naast woningbouw werden in het gebied ook groenvoorzieningen aangelegd waaronder De Hoge Dijk en de Gaasperzoom nabij de Hollandse Kade. Het gebied werd opgehoogd met zand, afkomstig uit het zuidoostelijk gedeelte van de polder waar de Gaasperplas door ontstond. Ook het Gaasperpark ligt voor het grootste gedeelte in de polder.
De polder is vernoemd naar de nabijgelegen riviertjes het Gein en de Gaasp.